# تقويم يولياني بروليبتي

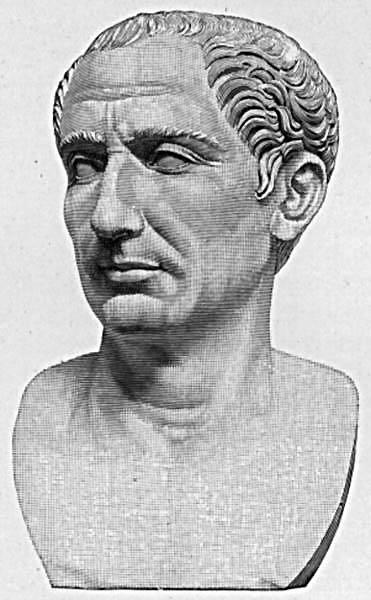

التقويم اليولياني البروليبتي أو التقويم اليولياني الاستباقي (بالإنجليزية: Proleptic Julian calendar)‏ هو تقويم يتم إنتاجه من خلال تمديد التقويم اليوليوسي إلى الماضي أي التواريخ التي تسبق إعلان العام 4 م عندما استقرت السنة الكبيسة بأربعة سنوات. حيث كانت السنوات الكبيسة التي لوحظت بالفعل بين تنفيذ التقويم اليولياني في 45 قبل الميلاد و 4 م غير منتظمة.